# 奥里米城址
奥里米城址或称奥里米古城，位于黑龙江省鹤岗市绥滨县。此处遗址是辽、金时代的五国部之奥里米国的部落城堡，即酋帅驻地。属于胡里改路（相当于省级机构）。
2001年，中国国务院公布中兴城址为第五批全国重点文物保护单位（古遗址）。
另有两座姊妹城，一个是中兴古城（即中兴城址，在绥滨县忠仁镇），一个是蜿蜒河古城（今蜿蜒河汇入黑龙江入口处）。